# Emir Fejzić
Emir Fejzić (Visoko, 9. januar 1987) je bosanskohercegovački diplomirani glumac.

## Biografija
Emir Fejzić rođen je u Visokom, a diplomirao je na Odsjeku za glumu na Akademiji scenskih umjetnosti (ASU) u Sarajevu predstavom "Tape" pod mentorstvom doc. Alena Muratovića u klasi prof. Admira Glamočaka i doc. Alena Muratovića. Proglašen je najboljim studentom Odsjeka za glumu u 2007/08 godini za ulogu Gospodina Martina u ispitnoj predstavi "Ćelava pjevačica". Na ASU ostvario je uloge u predstavama među kojima su i Antigona, Buđenje proljeća, Tramvaj zvani čežnja, Ifigenija u Aulidi, Ćelava pjevačica, Plastelin i Tape. Profesionalni angažmani obuhvataju i uloge u predstavama Kaligula (NPS), Ružno pače (East West), Plavi zec (KUD Seljo) i Suprugoubice u samostalnoj produkciji a ostvario je i zapažene uloge u filmovima SS-Jaw, Memory full i Jasmina. Od oktobra 2009. godine, dobiva zvanje asistenta na predmetu Ples na Akademiji scenskih umjetnosti u Sarajevu, gdje trenutno radi. Uradio je i nekoliko radio drama za BHT 1.